# Commentaires sur la société du spectacle
 (juin 2016).
Si vous disposez d'ouvrages ou d'articles de référence ou si vous connaissez des sites web de qualité traitant du thème abordé ici, merci de compléter l'article en donnant les références utiles à sa vérifiabilité et en les liant à la section « Notes et références ».
Commentaires sur la société du spectacle est un essai de Guy Debord paru en mai 1988 aux Éditions Gérard Lebovici et réédité à partir de 1992 par les éditions Gallimard suivi de la Préface à la quatrième édition italienne de « La Société du spectacle » initialement publiée  en 1979.

## Analyses
Dans la Société du spectacle, Debord distingue en 1967 deux formes du spectaculaire, l’une qu'il appelle « diffuse » et dont l'archétype est la société américaine dans laquelle la figure du citoyen-consommateur domine, l'autre qu'il appelle « concentrée », représentée par les régimes dictatoriaux reposant sur le culte du chef. Dans les Commentaires de la Société du spectacle, il ajoute en 1988 une troisième forme du spectaculaire  qu'il appelle « intégré », convergence des deux premières. Apparu le plus récemment, le spectaculaire intégré est donc transversal à toutes les formes de régimes politiques, mais acquiert une force particulièrement terrible dans les démocraties spectaculaires. Il se caractérise par cinq traits : « le renouvellement technologique incessant ; la fusion étatico-économique ; le secret généralisé ; le faux sans réplique ; un présent perpétuel ».
Définissant « le secret généralisé », il précise qu'il « se tient derrière le spectacle, comme le complément décisif de ce qu’il montre et, si l’on descend au fond des choses, comme sa plus importante opération. » 
En effet, la logique de la Société du spectacle n'est pas de montrer ce qu'il faut connaître, mais de saturer l'espace public pour cacher ce qu'elle ne montre pas. « Notre société, précise-t-il, est bâtie sur le secret, depuis les ”sociétés-écrans” qui mettent à l’abri de toute lumière les biens concentrés des possédants jusqu’au ”secret-défense” qui couvre aujourd’hui un immense domaine de pleine liberté extrajudiciaire de l’Etat » .
Dans le chapitre XVIII de ce livre, il écrit : "Le pouvoir est devenu si mystérieux qu’après l’affaire des ventes illégales d’armes à l’Iran par la présidence des États-Unis, on a pu se demander qui commandait vraiment aux États-Unis, la plus forte puissance du monde dit démocratique ? Et donc qui diable peut commander le monde démocratique ?"
Par ailleurs, la Préface à la quatrième édition italienne de "La Société du spectacle"  publiée en 1979, se concluait ainsi : "Les jours de cette société sont comptés ; ses raisons et ses mérites ont été pesés, et trouvés légers ; ses habitants se sont divisés en deux partis, dont l'un veut qu'elle disparaisse." La répétition du son [e] simule le consensus des habitants de la péninsule italienne[style à revoir], mais le son disparaît à la fin de la phrase, laissant apparaître une véritable disjonction sociale. Les "raisons" et les "mérites" peuvent rappeler Tacite, Annales, Livre I, Chapitre XLVIII ("en temps de paix, on tient compte des raisons et des mérites ; lorsque la guerre est déclarée, les innocents et les coupables tombent pareillement"). C'est enfin une variation sur le Mane, Thecel, Phares ("compté", "pesé", "divisé") de la Bible, Daniel, V ; Isaïe, XXI, 5 : elle annonce la chute prochaine de Babylone devant les Perses, pendant une fête et des réjouissances dans la ville (voir Hérodote, L'Enquête, I, 191). Cette conclusion s'apparente donc à un appel à la guerre civile et la promesse d'une victoire des insurgés révolutionnaires.[réf. souhaitée]

## Réactions diverses
- Le philosophe Giorgio Agamben en 1990 : « L’aspect sans doute le plus inquiétant des livres de Debord tient à l’acharnement avec lequel l’histoire semble s’être appliquée à confirmer ses analyses. Non seulement, vingt ans après La Société du spectacle, les Commentaires sur la société du spectacle (1988) ont pu enregistrer dans tous les domaines l’exactitude des diagnostics et des prévisions, mais entre-temps, le cours des événements s’est accéléré partout si uniformément dans la même direction, qu’à deux ans à peine de la sortie du livre, il semble que la politique mondiale ne soit plus aujourd’hui qu’une mise en scène parodique du scénario que celui-ci contenait. L’unification substantielle du spectacle concentré (les démocraties populaires de l’Est) et du spectacle diffus (les démocraties occidentales) dans le spectacle intégré, qui constitue une des thèses centrales des Commentaires, que bon nombre ont trouvé à l’époque paradoxale, s’avère à présent d’une évidence triviale. Les murs inébranlables et les fers qui divisent les deux mondes furent brisés en quelques jours. Afin que le spectacle intégré puisse se réaliser pleinement également dans leur pays, les gouvernements de l’Est ont abandonné le parti léniniste, tout comme ceux de l’Ouest avaient renoncé depuis longtemps à l’équilibre des pouvoirs et à la liberté réelle de pensée et de communication, au nom de la machine électorale majoritaire et du contrôle médiatique de l’opinion (qui s’étaient tous deux développés dans les États totalitaires modernes). » [2]

## Éditions
- Commentaires sur la société du spectacle, Éditions Gérard Lebovici, Paris, 1988  (ISBN 2-85184-210-2).
- Commentaires sur la société du spectacle suivi de Préface à la quatrième édition italienne de "La Société du Spectacle", Gallimard, Collection Blanche, Paris, 1992  (ISBN 2-07-072807-2).
- Commentaires sur la société du spectacle suivi de Préface à la quatrième édition italienne de "La Société du Spectacle", folio Gallimard, Paris, 1996  (ISBN 2-07-040135-9).Cette édition en collection de poche est ornée en couverture d'une photo de Guy Debord jouant au Jeu de la guerre.